# حارة ليبيا (أحور)

تعديل مصدري - تعديل

ليبيا هي إحدى حارات حي مايو بمدينة أحور التابعة لمحافظة أبين، بلغ تعداد سكانها 231 نسمة حسب تعداد اليمن لعام 2004.